# Saison 2024 de l'équipe cycliste masculine Lidl-Trek
La saison 2024 de l'équipe cycliste Lidl-Trek est la quatorzième de cette équipe.

## Coureurs et encadrement technique

### Effectif
| Coureur                 | Date de Nais.     | Nationalité        | Équipe en 2023     | Vict. | Cont.             | Maillot dist.              |
| ----------------------- | ----------------- | ------------------ | ------------------ | ----- | ----------------- | -------------------------- |
| Andrea Bagioli          | 23 mars 1999      | Italie             | Soudal Quick-Step  | 0     | 01/2024 - 12/2026 |                            |
| Julien Bernard          | 17 mars 1992      | France             | Lidl-Trek          | 0     | 01/2016 - 12/2025 |                            |
| Dario Cataldo           | 17 mars 1985      | Italie             | Lidl-Trek          | 0     | 01/2022 - 12/2024 |                            |
| Giulio Ciccone          | 20 décembre 1994  | Italie             | Lidl-Trek          | 0     | 01/2019 - 12/2027 |                            |
| Simone Consonni         | 12 septembre 1994 | Italie             | Cofidis            | 0     | 01/2024 - 12/2025 |                            |
| Tim Declercq            | 21 mars 1989      | Belgique           | Soudal Quick-Step  | 0     | 01/2024 - 12/2025 |                            |
| Fabio Felline           | 29 mars 1990      | Italie             | Astana Qazaqstan   | 0     | 01/2024 - 12/2024 |                            |
| Tao Geoghegan Hart      | 30 mars 1995      | Royaume-Uni        | Ineos Grenadiers   | 0     | 01/2024 - 12/2026 |                            |
| Amanuel Ghebreigzabhier | 17 août 1994      | Érythrée           | Lidl-Trek          | 1     | 01/2021 - 12/2026 | - Contre-la-montre         |
| Ryan Gibbons            | 13 août 1994      | Afrique du Sud     | UAE Emirates       | 2     | 01/2024 - 12/2025 | - Route - Contre-la-montre |
| Daan Hoole              | 22 février 1999   | Pays-Bas           | Lidl-Trek          | 1     | 01/2022 - 12/2025 | - Contre-la-montre         |
| Alex Kirsch             | 12 juin 1992      | Luxembourg         | Lidl-Trek          | 0     | 01/2019 - 12/2025 |                            |
| Patrick Konrad          | 13 octobre 1991   | Autriche           | Bora-Hansgrohe     | 0     | 01/2024 - 12/2025 |                            |
| Juan Pedro López        | 31 juillet 1997   | Espagne            | Lidl-Trek          | 2     | 01/2020 - 12/2025 |                            |
| Jonathan Milan          | 1er octobre 2000  | Italie             | Bahrain Victorious | 11    | 01/2024 - 12/2026 |                            |
| Bauke Mollema           | 26 novembre 1986  | Pays-Bas           | Lidl-Trek          | 0     | 01/2015 - 12/2026 |                            |
| Jacopo Mosca            | 29 août 1993      | Italie             | Lidl-Trek          | 0     | 08/2019 - 12/2025 |                            |
| Thibau Nys              | 12 novembre 2002  | Belgique           | Lidl-Trek          | 9     | 01/2023 - 12/2026 |                            |
| Sam Oomen               | 15 août 1995      | Pays-Bas           | Jumbo-Visma        | 0     | 01/2024 - 12/2026 |                            |
| Mads Pedersen           | 18 décembre 1995  | Danemark           | Lidl-Trek          | 12    | 01/2017 - 12/2025 |                            |
| Quinn Simmons           | 8 mai 2001        | États-Unis         | Lidl-Trek          | 0     | 01/2020 - 12/2026 |                            |
| Mattias Skjelmose       | 26 septembre 2000 | Danemark           | Lidl-Trek          | 1     | 01/2021 - 12/2026 |                            |
| Toms Skujiņš            | 15 juin 1991      | Lettonie           | Lidl-Trek          | 0     | 01/2018 - 12/2026 | - Contre-la-montre         |
| Jasper Stuyven          | 17 avril 1992     | Belgique           | Lidl-Trek          | 0     | 01/2014 - 12/2025 |                            |
| Natnael Tesfatsion      | 23 mai 1999       | Érythrée           | Lidl-Trek          | 1     | 01/2023 - 12/2024 | - Route                    |
| Edward Theuns           | 30 avril 1991     | Belgique           | Lidl-Trek          | 0     | 01/2019 - 12/2025 |                            |
| Mathias Vacek           | 12 juin 2002      | République tchèque | Lidl-Trek          | 0     | 01/2023 - 12/2025 | - Contre-la-montre         |
| Otto Vergaerde          | 15 juillet 1994   | Belgique           | Lidl-Trek          | 0     | 01/2022 - 12/2025 |                            |
| Carlos Verona           | 4 novembre 1992   | Espagne            | Movistar           | 0     | 01/2024 - 12/2025 |                            |
| Coureurs stagiaires     |                   |                    |                    |       |                   |                            |
| Pim Ronhaar             | 20 juillet 2001   | Pays-Bas           | Baloise Trek Lions | 0     | 08/2024 - 12/2024 |                            |

### Encadrement technique
| Poste                          | Identité |
| ------------------------------ | --- |
| Manager général                | Luca Guercilena |
| Directeur sportif              | Steven de Jongh |
| Assistants directeurs sportifs | Adriano Baffi, Grégory Rast, Ina-Yoko Teutenberg, Jeroen Blijlevens, Kim Andersen, Markel Irizar, Maxime Monfort, Michael Schär, Paolo Slongo, Sebastian Andersen, Xabier Zabalo, Yaroslav Popovych |

## Champions nationaux, continentaux et mondiaux
| Date           | Course                                                | Maillot | Coureurs                | Pays               | Lieu        |
| -------------- | ----------------------------------------------------- | ------- | ----------------------- | ------------------ | ----------- |
| 2 février 2024 | Championnat d'Afrique du Sud du contre-la-montre      |         | Ryan Gibbons            | Afrique du Sud     | Midvaal     |
| 4 février 2024 | Championnat d'Afrique du Sud de cyclisme sur route    |         | Ryan Gibbons            | Afrique du Sud     | Midvaal     |
| 13 juin 2024   | Championnat d'Érythrée du contre-la-montre            |         | Amanuel Ghebreigzabhier | Érythrée           |             |
| 15 juin 2024   | Championnat d'Érythrée de cyclisme sur route          |         | Natnael Tesfatsion      | Érythrée           |             |
| 19 juin 2024   | Championnat des Pays-Bas du contre-la-montre          |         | Daan Hoole              | Pays-Bas           | Steenbergen |
| 20 juin 2024   | Championnat de République tchèque du contre-la-montre |         | Mathias Vacek           | République tchèque | Jevíčko     |

## Classement UCI par équipes
Le classement UCI par équipes se calcule en comptabilisant les points des 20 meilleurs coureurs de l'équipe. Ce classement est calculé avec les points acquis lors de l'année civile. Au terme d'une période de trois ans (2023-2025), les dix-huit meilleures équipes recevront une licence World Tour pour la prochaine période (2026-2028).
| Classement UCI (par équipes) au 20 octobre 2024. | Classement UCI (par équipes) au 20 octobre 2024. | Classement UCI (par équipes) au 20 octobre 2024. | Classement UCI (par équipes) au 20 octobre 2024. | Classement UCI (par équipes) au 20 octobre 2024. |
| #                                                | Équipe                                           | 2024                                             | Diff.                                            |                                                  |
| ------------------------------------------------ | ------------------------------------------------ | ------------------------------------------------ | ------------------------------------------------ | ------------------------------------------------ |
| 1                                                | UAE Team Emirates                                | 37407,60                                         | -                                                |                                                  |
| 2                                                | Team Visma-Lease a Bike                          | 20427,98                                         | 16979,62                                         |                                                  |
| 3                                                | Soudal Quick-Step                                | 18153,97                                         | 2274,01                                          |                                                  |
| 4                                                | Lidl-Trek                                        | 17989,00                                         | 164,97                                           |                                                  |
| 5                                                | Red Bull-Bora-Hansgrohe                          | 16894,33                                         | 1094,67                                          |                                                  |
| 6                                                | Decathlon AG2R La Mondiale                       | 15930,84                                         | 963,39                                           |                                                  |
| 7                                                | Ineos Grenadiers                                 | 15547,97                                         | 382,87                                           |                                                  |
| 8                                                | Alpecin-Deceuninck                               | 15020,00                                         | 527,97                                           |                                                  |
| 9                                                | Lotto Dstny                                      | 12579,29                                         | 2440,71                                          |                                                  |
| 10                                               | Groupama-FDJ                                     | 12357,00                                         | 222,29                                           |                                                  |
| 11                                               | Israel-Premier Tech                              | 11723,33                                         | 633,67                                           |                                                  |
| 12                                               | EF Education-EasyPost                            | 11594,95                                         | 128,38                                           |                                                  |
| 13                                               | Movistar Team                                    | 10879,00                                         | 715,95                                           |                                                  |
| 14                                               | Jayco AlUla                                      | 10625,30                                         | 253,70                                           |                                                  |
| 15                                               | Intermarché-Wanty                                | 9915,00                                          | 710,30                                           |                                                  |
| 16                                               | Team dsm-firmenich PostNL                        | 9646,63                                          | 268,37                                           |                                                  |
| 17                                               | Bahrain Victorious                               | 9547,16                                          | 99,47                                            |                                                  |
| 18                                               | Uno-X Mobility                                   | 8938,67                                          | 608,49                                           |                                                  |
| 19                                               | Arkéa-B&B Hotels                                 | 8735,00                                          | 203,67                                           |                                                  |
| 20                                               | Cofidis                                          | 7889,84                                          | 845,16                                           |                                                  |
| 21                                               | Astana Qazaqstan Team                            | 6563,24                                          | 1326,60                                          |                                                  |
| 22                                               | Tudor Pro Cycling Team                           | 5753,33                                          | 809,91                                           |                                                  |

| Liste des vingt coureurs marquant des points pour le classement UCI par équipes 2024. | Liste des vingt coureurs marquant des points pour le classement UCI par équipes 2024. | Liste des vingt coureurs marquant des points pour le classement UCI par équipes 2024. |
| #                                                                                     | Coureur                                                                               | Points                                                                                |
| ------------------------------------------------------------------------------------- | ------------------------------------------------------------------------------------- | ------------------------------------------------------------------------------------- |
| 1                                                                                     | Mads Pedersen                                                                         | 2723,00                                                                               |
| 2                                                                                     | Jonathan Milan                                                                        | 2397,00                                                                               |
| 3                                                                                     | Mattias Skjelmose                                                                     | 2374,00                                                                               |
| 4                                                                                     | Toms Skujiņš                                                                          | 2037,00                                                                               |
| 5                                                                                     | Giulio Ciccone                                                                        | 1253,00                                                                               |
| 6                                                                                     | Mathias Vacek                                                                         | 1190,00                                                                               |
| 7                                                                                     | Jasper Stuyven                                                                        | 927,00                                                                                |
| 8                                                                                     | Thibau Nys                                                                            | 866,00                                                                                |
| 9                                                                                     | Bauke Mollema                                                                         | 769,00                                                                                |
| 10                                                                                    | Natnael Tesfatsion                                                                    | 525,00                                                                                |
| 11                                                                                    | Simone Consonni                                                                       | 390,00                                                                                |
| 12                                                                                    | Juan Pedro López                                                                      | 359,00                                                                                |
| 13                                                                                    | Quinn Simmons                                                                         | 357,00                                                                                |
| 14                                                                                    | Alex Kirsch                                                                           | 325,00                                                                                |
| 15                                                                                    | Patrick Konrad                                                                        | 318,00                                                                                |
| 16                                                                                    | Ryan Gibbons                                                                          | 285,00                                                                                |
| 17                                                                                    | Julien Bernard                                                                        | 262,00                                                                                |
| 18                                                                                    | Carlos Verona                                                                         | 257,00                                                                                |
| 19                                                                                    | Sam Oomen                                                                             | 188,00                                                                                |
| 20                                                                                    | Andrea Bagioli                                                                        | 187,00                                                                                |
| TOTAL                                                                                 | TOTAL                                                                                 | 17989,00                                                                              |

| Classement UCI (par équipes) pour les années 2023 et 2024. | Classement UCI (par équipes) pour les années 2023 et 2024. | Classement UCI (par équipes) pour les années 2023 et 2024. | Classement UCI (par équipes) pour les années 2023 et 2024. | Classement UCI (par équipes) pour les années 2023 et 2024. | Classement UCI (par équipes) pour les années 2023 et 2024. |
| #                                                          | Équipe                                                     | 2023                                                       | 2024                                                       | Total                                                      | Diff.                                                      |
| ---------------------------------------------------------- | ---------------------------------------------------------- | ---------------------------------------------------------- | ---------------------------------------------------------- | ---------------------------------------------------------- | ---------------------------------------------------------- |
| 1                                                          | UAE Team Emirates                                          | 30963,18                                                   | 37407,60                                                   | 68370,78                                                   | -                                                          |
| 2                                                          | Team Visma-Lease a Bike                                    | 29654,45                                                   | 20427,98                                                   | 50082,43                                                   | 18288,35                                                   |
| 3                                                          | Soudal Quick-Step                                          | 18702,85                                                   | 18153,97                                                   | 36856,82                                                   | 13225,61                                                   |
| 4                                                          | Lidl-Trek                                                  | 16054,45                                                   | 17989,00                                                   | 34043,45                                                   | 2813,37                                                    |
| 5                                                          | Ineos Grenadiers                                           | 17760,93                                                   | 15547,97                                                   | 33308,90                                                   | 734,55                                                     |
| 6                                                          | Red Bull-Bora-Hansgrohe                                    | 13325,13                                                   | 16894,33                                                   | 30219,46                                                   | 3089,44                                                    |
| 7                                                          | Alpecin-Deceuninck                                         | 14519,25                                                   | 15020,00                                                   | 29539,25                                                   | 680,21                                                     |
| 8                                                          | Groupama-FDJ                                               | 14834,51                                                   | 12357,00                                                   | 27191,51                                                   | 2347,74                                                    |
| 9                                                          | Lotto Dstny                                                | 14112,83                                                   | 12579,29                                                   | 26692,12                                                   | 499,39                                                     |
| 10                                                         | Bahrain Victorious                                         | 15787,81                                                   | 9547,16                                                    | 25334,97                                                   | 1357,15                                                    |
| 11                                                         | Decathlon AG2R La Mondiale                                 | 9096,00                                                    | 15930,84                                                   | 25026,84                                                   | 308,13                                                     |
| 12                                                         | EF Education-EasyPost                                      | 11818,69                                                   | 11594,95                                                   | 23413,64                                                   | 1613,20                                                    |
| 13                                                         | Movistar Team                                              | 10989,53                                                   | 10879,00                                                   | 21868,53                                                   | 1545,11                                                    |
| 14                                                         | Israel-Premier Tech                                        | 10022,00                                                   | 11723,33                                                   | 21745,33                                                   | 123,20                                                     |
| 15                                                         | Jayco AlUla                                                | 10737,65                                                   | 10625,30                                                   | 21362,95                                                   | 382,38                                                     |
| 16                                                         | Intermarché-Wanty                                          | 10492,28                                                   | 9915,00                                                    | 20407,28                                                   | 955,67                                                     |
| 17                                                         | Team dsm-firmenich PostNL                                  | 9102,20                                                    | 9646,63                                                    | 18748,83                                                   | 1658,45                                                    |
| 18                                                         | Cofidis                                                    | 10437,41                                                   | 7889,84                                                    | 18327,25                                                   | 421,58                                                     |
| 19                                                         | Arkéa-B&B Hotels                                           | 7229,00                                                    | 8735,00                                                    | 15964,00                                                   | 2363,25                                                    |
| 20                                                         | Uno-X Mobility                                             | 6569,00                                                    | 8938,67                                                    | 15507,67                                                   | 456,33                                                     |
| 21                                                         | Astana Qazaqstan Team                                      | 7044,44                                                    | 6563,24                                                    | 13607,68                                                   | 1899,99                                                    |
| 22                                                         | TotalEnergies                                              | 5765,00                                                    | 4897,00                                                    | 10662,00                                                   | 2945,68                                                    |

## Classement UCI individuel en fin de saison
| 12  | Mads Pedersen      | 2723,00 |
| 18  | Jonathan Milan     | 2397,00 |
| 19  | Mattias Skjelmose  | 2374,00 |
| 28  | Toms Skujiņš       | 2037,00 |
| 61  | Giulio Ciccone     | 1253,00 |
| 68  | Mathias Vacek      | 1190,00 |
| 101 | Jasper Stuyven     | 927,00  |
| 112 | Thibau Nys         | 866,00  |
| 125 | Bauke Mollema      | 769,00  |
| 195 | Natnael Tesfatsion | 525,00  |

| 242 | Simone Consonni  | 390,00 |
| 251 | Juan Pedro López | 359,00 |
| 252 | Quinn Simmons    | 357,00 |
| 280 | Alex Kirsch      | 325,00 |
| 288 | Patrick Konrad   | 318,00 |
| 310 | Ryan Gibbons     | 285,00 |
| 333 | Julien Bernard   | 262,00 |
| 338 | Carlos Verona    | 257,00 |
| 455 | Sam Oomen        | 188,00 |
| 456 | Andrea Bagioli   | 187,00 |

| 505  | Tao Geoghegan Hart      | 163,00 |
| 594  | Daan Hoole              | 125,00 |
| 635  | Edward Theuns           | 114,33 |
| 897  | Amanuel Ghebreigzabhier | 66,00  |
| 1886 | Tim Declercq            | 16,00  |
| 1886 | Jacopo Mosca            | 16,00  |
| 2078 | Otto Vergaerde          | 13,00  |
| 2361 | Fabio Felline           | 7,00   |
| -    | Dario Cataldo           | 0,00   |